# Jean-Louis Gauthier
Jean-Louis Gauthier (Angoulême, 22 de diciembre de 1955 – 11 de julio de 2014) fue un ciclista francés, profesional entre 1978 y 1987. Durante su carrera destaca la victoria en una etapa del Tour de Francia de 1980 y el hecho de vestir el maillot amarillo de esta misma carrera durante una etapa el 1983.

## Palmarés
- 1980
  - 1º en Vailly-sur-Sauldre
  - Vencedor de una etapa al Tour de Francia
  - Vencedor de una etapa en el Midi Libre
- 1987
  - 1.º en Breuillet

### Resultados al Tour de Francia
- 1978. 69.º de la clasificación general
- 1979. 50.º de la clasificación general
- 1980. 50.º de la clasificación general. Vencedor de una etapa
- 1981. 58.º de la clasificación general
- 1982. 104.º de la clasificación general
- 1983. 76.º de la clasificación general. Lleva el maillot amarillo durante 1 etapa
- 1984. 97.º de la clasificación general
- 1985. 69.º de la clasificación general
- 1986. Abandona (12.ª etapa)
- 1987. 134.º de la clasificación general.

### Resultados a la Vuelta en España
- 1979. 52.º de la clasificación general